# Становище (Словенія)
Становище (словен. Stanovišče) — мале поселення в общині Кобарід, Регіон Горишка, Словенія. Висота над рівнем моря: 560,2 м.